# Nukleofilno konjugatna adicija
Nukleofilno konjugatna adicija je tip organska reakcija. Obične nukleofilne adicije ili 1,2-nukleofilne adicije bave se uglavnom adicijama karbonilnih jedinjenja. Jednostavna jedinjenja alkena ne pokazuju 1,2 reaktivnost zbog nedostatka polariteta, osim ako se alken aktivira posebnim supstituentima. Sa α,β-nezasićenim karbonilnim jedinjenjima kao što je cikloheksenon može se zaključiti iz rezonantnih struktura da je β pozicija elektrofilno mesto koje može da reaguje sa nukleofilom. Negativni naboj u ovim strukturama se čuva kao alkoksidni anjon. Takva nukleofilna adicija se naziva nukleofilna konjugatna adicija ili 1,4-nukleofilna adicija. Najvažniji aktivni alkeni su gorepomenuti konjugovani karbonili i akrilonitrili.

## Mehanizam reakcije
Konjugovano dodavanje je vinilogni pandan direktnom nukleofilnom dodavanju. Nukleofil reaguje sa α,β-nezasićenim karbonilnim jedinjenjem na β  poziciji. Negativno naelektrisanje koje nosi nukleofil sada je delokalizovano u alkoksidnom anjonu i α ugljeniku karbanjona rezonancom. Protonacija vodi kroz keto-enol tautomerizam do zasićenog karbonilnog jedinjenja. U vicinalnoj difunkcionalizaciji proton je zamenjen drugim elektrofilom.

## Reakcije
- Konjugovani karbonili reaguju sa sekundarnim aminima i formiraju 3-aminokarbonile (3-ketoamine). Na primer, dodavanjem konjugata metilamina cikloheksen-2-onu dobija se jedinjenje 3-(N-metilamino)-cikloheksanon.
- Konjugovani karbonili reaguju sa cijanovodonikom u 1,4-keto-nitrile. Videti hidrocijanizaciju nezasićenih karbonila. U Nagatinoj reakciji izvor cijanida je dietilaluminijum cijanid.
- Gilmanov reagens je efikasan nukleofil za 1,4-adicije konjugovanim karbonilima.
- Majklova reakcija uključuje konjugovane dodatke enolata konjugovanim karbonilima.
- Stork enaminska reakcija uključuje konjugovano dodavanje enamina konjugovanim karbonilima.

## Opseg
Dodatak konjugata je efikasan u stvaranju novih ugljenik-ugljenik veza uz pomoć organometalnih reagenasa kao što je reakcija organocink jodida sa metilvinilketonom.
Primer asimetrične sinteze dodavanjem konjugata je sinteza (R)-3-fenil-cikloheksanona iz cikloheksenona, fenilborne kiseline, rodijum acac katalizatora i hiralnog liganda BINAP.
U drugom primeru asimetrične sinteze α,β-nezasićeno karbonilno jedinjenje prvo reaguje sa hiralnim imidazolidinonskim katalizatorom i hiralnim posrednikaom za iminijum jedinjenje u alkilimino-de-okso-bisupstituciji koje zatim reaguje enantioselektivno sa nukleofilnim furanom. Neposredni proizvod reakcije je nukleofilni enamin i reakcija teče kaskadno sa apstrakcijom hlora iz hlorisanog hinona. Nakon uklanjanja aminskog katalizatora, keton je efikasno funkcionalizovan sa nukleofilom i elektrofilom sa sin:anti odnosom od 8:1 i 97% enantiomernog viška.
Ovaj princip se takođe primenjuje u enantioselektivnom višekomponentnom domino konjugovanom dodavanju nukleofilnih tiola kao što su benzilmerkaptan i elektrofilni DEAD.